# Clocky

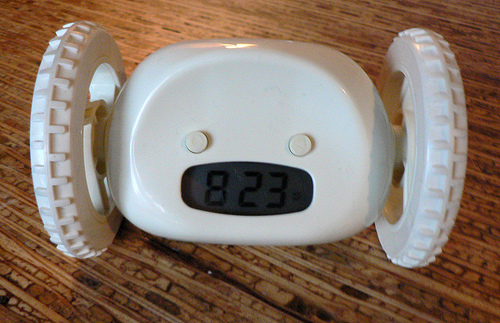
Clocky

Clocky là một loại đồng hồ báo thức có trang bị bánh xe, cho phép nó chạy trốn để bắt người dùng phải thức dậy để tìm nó. Gauri Nanda tạo ra nó trong một lớp thiết kế công nghiệp khi còn là một học viên cao học ở MIT Media Lab. Clocky đã được Giải Ig Nobel về kinh tế năm 2005. Sau khi tốt nghiệp thạc sĩ ở MIT, Nanda thành lập công ty Nanda Home để thương mại hóa Clocky và một số sản phẩm tiêu dùng khác.

## Lịch sử
Phiên bản đầu tiên được làm trong 3 ngày và được bọc nhung để trông giống như một con thú cưng. Sau lớp thiết kế nói trên Nanda không định phát triển chiếc đồng hồ này thêm tuy nhiên, vài tháng sau khi thông tin về nó được đăng tải trên trang web của Media Lab, nó nhanh chóng được biết đến khắp Internet qua các blog công nghệ như Gizmodo, Engadget và BoingBoing. Sau 2 tuần chiếc đồng hồ đã trở thành một hiện tượng trên Internet và Nanda được mời giới thiệu về nó trên Good Morning America.
Nanda đã đăng ký bằng sáng chế cho Clocky và sau khi tốt nghiệp, với sự ủng hộ của gia đình, Nanda thành lập Nanda Home và thương mại hóa Clocky. Phiên bản hiện tại không được bọc nhung nhưng vẫn có hình dạng gần giống một con thú. Nó đã được chuyển giao để sản xuất ở Hồng Kông. Tính đến tháng 8 năm 2007 đã có 35.000 Clocky được bán.

## Hoạt động
Clocky được dùng như một đồng hồ báo thức thông thường. Tuy nhiên, sau lần thứ 2 người dùng tắt chuông, Clocky tự di chuyển đi chỗ khác. Một bộ vi xử lý điều khiển chiếc đồng hồ di chuyển với vận tốc ngẫu nhiên, theo một hướng ngẫu nhiên và vòng quanh các vật cản; các bánh xe lớn của nó trên thiết bị chống sốc, kéo dài cao hơn cả phần đỉnh của nó giúp bảo vệ nó khỏi các va chạm nếu nó rơi xuống khỏi bàn. Thiết bị chỉ báo thức lần nữa khi đã trốn khỏi người sử dụng. Lúc này người dùng phải tìm xem nó ở đâu và có thể phải ra khỏi giường để tắt chuông. Lúc này người dùng đã bị buộc phải tỉnh ngủ.